# Kasane Airport
Kasane Airport är en flygplats i Botswana. Den ligger i den norra delen av landet, 800 km norr om huvudstaden Gaborone. Kasane Airport ligger 1 002 meter över havet.
Terrängen runt Kasane Airport är platt. Runt Kasane Airport är det mycket glesbefolkat, med 4 invånare per kvadratkilometer.. Närmaste större samhälle är Kasane, 2,2 km nordväst om Kasane Airport.
Omgivningarna runt Kasane Airport är huvudsakligen savann.